# Hadley Township (Missouri)
Die Hadley Township ist eine von 28 Townships im St. Louis County im Osten des US-amerikanischen Bundesstaates Missouri und Bestandteil der Metropolregion Greater St. Louis. Das U.S. Census Bureau hat bei der Volkszählung 2020 eine Einwohnerzahl von 35.667 ermittelt.

## Geografie
Die Hadley Township liegt im westlichen Vorortbereich von St. Louis. Der Mississippi, der die Grenze zu Illinois bildet, verläuft rund 10 km östlich.
Die Hadley Township liegt auf 38° 38′ N, 90° 19′ W und erstreckt sich über 14 km².
Die Hadley Township liegt im Osten des St. Louis County und grenzt östlich an die Stadt St. Louis. Innerhalb des St. Louis County grenzt die Hadley Township im Süden an die Jefferson Township, im Westen an die Clayton Township sowie im Norden an die University Township.

## Verkehr

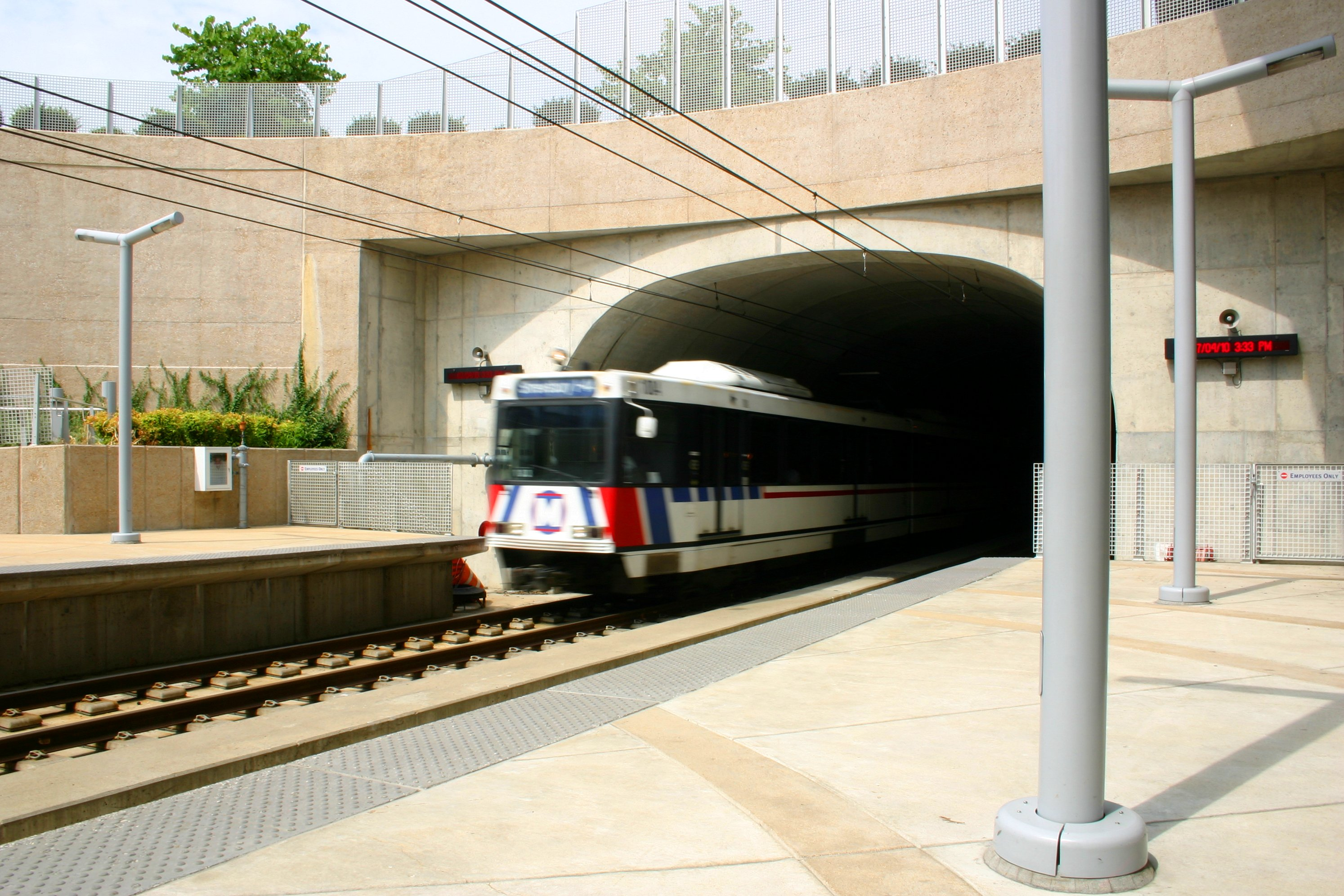
Forsyth MetroLink-Station in University City

In West-Ost-Richtung führt die Interstate 64 auf einer gemeinsamen Strecke mit dem U.S. Highway 40 durch das Zentrum der Hadley Township. Durch den Süden der Township führt die Missouri State Route 100; die Missouri State Route 340 bildet die nördliche Begrenzung der Township. Bei allen weiteren Straßen innerhalb der Township handelt es sich um innerstädtische Verbindungsstraßen.
Durch die Hadley Township führt die Blue Line des MetroLink genannten Light rail-Nahverkehrssystems des Ballungsgebietes um St. Louis.
Durch die Hadley Township verläuft eine Eisenbahnlinie der BNSF Railway von St. Louis in südwestlicher Richtung, über die auch Personenfernzüge von Amtrak verkehren.
Der Lambert-Saint Louis International Airport liegt rund 15 km nordwestlich der Hadley Township.

## Demografische Daten
Nach der Volkszählung im Jahr 2010 lebten in der Hadley Township 34.816 Menschen in 15.043 Haushalten. Die Bevölkerungsdichte betrug 2486,9 Einwohner pro Quadratkilometer. In den 15.043 Haushalten lebten statistisch je 2,02 Personen.
Ethnisch betrachtet setzte sich die Bevölkerung zusammen aus 75,2 Prozent Weißen, 12,5 Prozent Afroamerikanern, 0,2 Prozent amerikanischen Ureinwohnern, 8,4 Prozent Asiaten sowie 0,8 Prozent aus anderen ethnischen Gruppen; 2,9 Prozent stammten von zwei oder mehr Ethnien ab. Unabhängig von der ethnischen Zugehörigkeit waren 3,5 Prozent der Bevölkerung spanischer oder lateinamerikanischer Abstammung.
16,3 Prozent der Bevölkerung waren unter 18 Jahre alt, 74,7 Prozent waren zwischen 18 und 64 und 9,0 Prozent waren 65 Jahre oder älter. 51,2 Prozent der Bevölkerung war weiblich.
Das mittlere jährliche Einkommen eines Haushalts lag bei 45.525 USD. Das Pro-Kopf-Einkommen betrug 36.289 USD. 17,0 Prozent der Einwohner lebten unterhalb der Armutsgrenze.

## Ortschaften
Die Bevölkerung der Hadley Township lebt in folgenden Ortschaften (mit dem Status „City“):
- Clayton1
- Maplewood
- Richmond Heights1
- University City2

1 – teilweise in der Clayton Township

2 – überwiegend in der University Township, teilweise in der Clayton Township